# WTA-toernooi van Andorra
Het WTA-toernooi van Andorra is een jaarlijks terugkerend tennistoernooi voor vrouwen dat wordt georganiseerd in de Andorrese hoofdstad Andorra la Vella. De officiële naam van het toernooi, Crèdit Andorrà Open in 2022, werd Creand Andorrà Open in 2023.
De WTA organiseert het toernooi, dat in de categorie "WTA 125" valt en wordt gespeeld op hardcourtbinnenbanen.
De eerste editie vond plaats in 2022 en werd gewonnen door de Amerikaanse Alycia Parks.

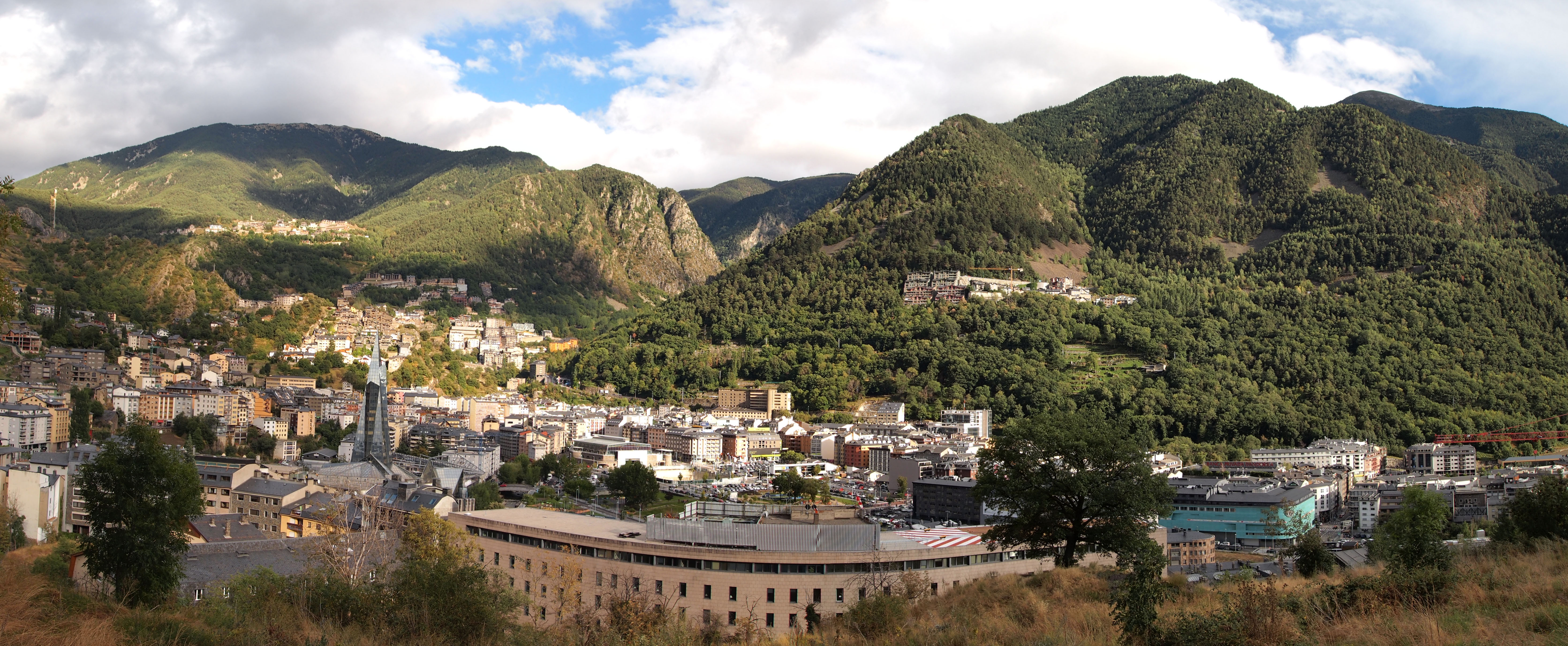
Aanzicht van Andorra la Vella

## Finales

### Enkelspel
| Datum      | Naam                | Cat.    | ($)     | Ondergrond        | Winnares              | Verliezend finaliste | Uitslag  |         |
| ---------- | ------------------- | ------- | ------- | ----------------- | --------------------- | -------------------- | -------- | ------- |
| 2022-11-28 | Crèdit Andorrà Open | WTA 125 | 115.000 | hardcourt, binnen | Alycia Parks          | Rebecca Peterson     | 6-1, 6-4 | details |
| 2023-11-27 | Creand Andorrà Open | WTA 125 | 115.000 | hardcourt, binnen | Marina Bassols Ribera | Erika Andrejeva      | 7-5, 7-6 | details |

### Dubbelspel
| Datum      | Naam                | Cat.    | ($)     | Ondergrond        | Winnaressen                       | Verliezend finalistes                   | Uitslag  |         |
| ---------- | ------------------- | ------- | ------- | ----------------- | --------------------------------- | --------------------------------------- | -------- | ------- |
| 2022-11-28 | Crèdit Andorrà Open | WTA 125 | 115.000 | hardcourt, binnen | Cristina Bucșa Weronika Falkowska | Angelina Gaboejeva Anastasija Zacharova | 7-6, 6-1 | details |
| 2023-11-27 | Creand Andorrà Open | WTA 125 | 115.000 | hardcourt, binnen | Erika Andrejeva Céline Naef       | Tímea Babos Heather Watson              | 6-2, 6-1 | details |